# Daublaine-Callinet
Daublaine-Callinet désigne une entreprise française de facture d'orgues du XIXe siècle.
L'entreprise connaît deux grandes périodes : la première avec le duo Daublaine (propriétaire-fondateur et premier gérant) - Louis Callinet (facteur d'orgues), la seconde avec le tandem Ducroquet (propriétaire et troisième gérant) - Barker (chef d'atelier principal), successeurs de Daublaine.

## Historique

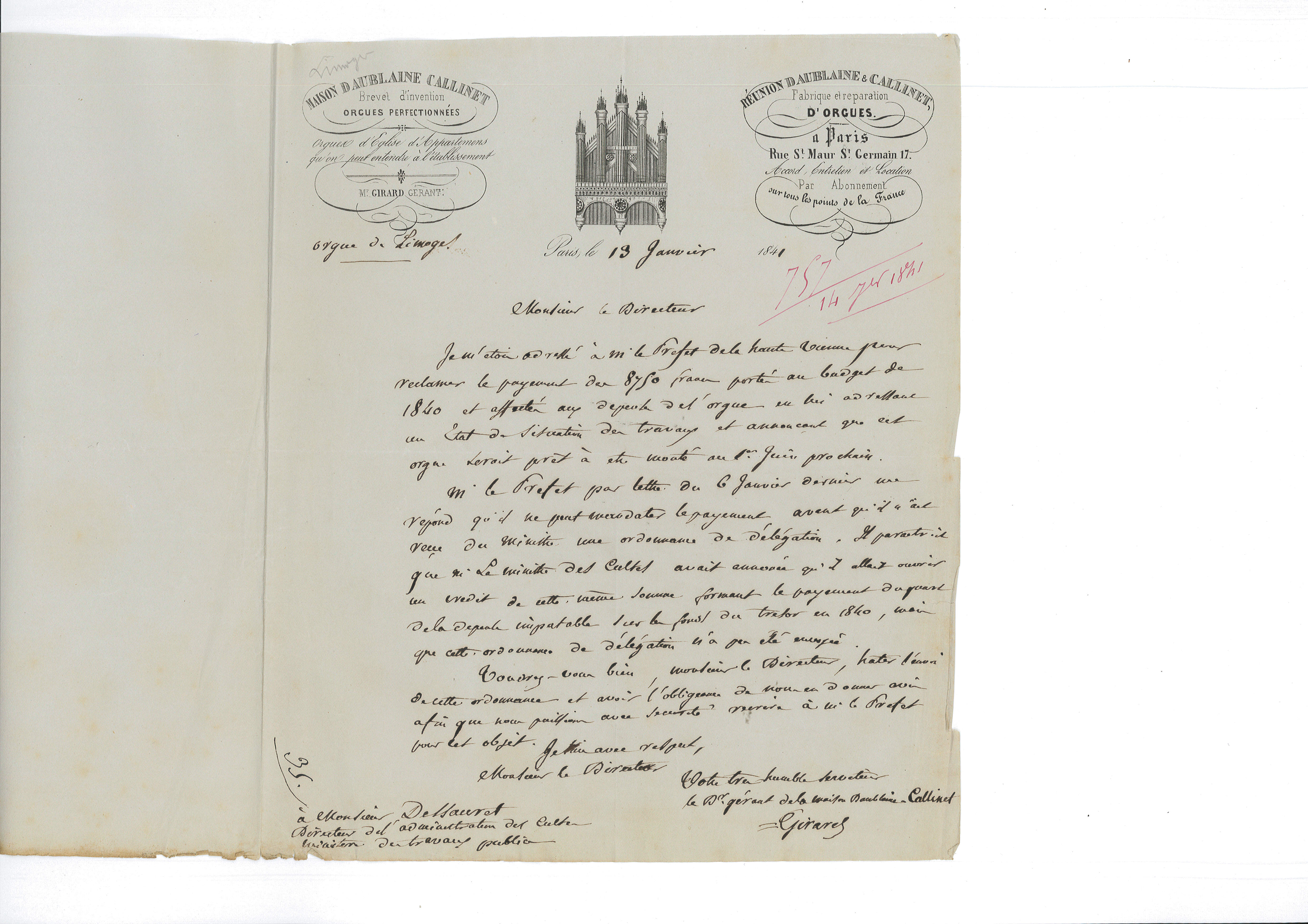
Lettre à l'entête Daublaine-Callinet (Paris), signée par Girard

La manufacture d'orgues Daublaine & Callinet, société en commandite simple créée le 24 juin 1839, est le fruit de l'association d'André-Marie Daublaine (ingénieur en chef du cadastre du département de la Marne), de Louis Callinet (facteur d'orgues à Paris), et de l'organiste Félix Danjou (titulaire à l'église Saint-Eustache et à la cathédrale Notre-Dame de Paris), de 1839 à 1844, date à laquelle Louis Callinet en fut évincé à cause du scandale occasionné par son saccage du mécanisme et de la tuyauterie de l'orgue de Saint-Sulpice à Paris qu'il était chargé de restaurer.
André-Marie Daublaine est entré dans la facture d'orgues en rachetant à l'abbé Jean-Louis Cabias son invention de mécanisme d'orgue qu'il perfectionne au sein de la maison Daublaine & Cie (avec Marie Antoine Louis Suret comme contremaître) jusqu’à déposer en 1836 le brevet de « l'Orgue Simplifié », petit orgue mécanique  permettant à un organiste même débutant de jouer harmonieusement. Pour s'agrandir et étendre son activité aux « grandes orgues », il rachète l'entreprise de Louis Callinet, en difficultés financières, et s'adjoint sa personne comme contremaître et pour profiter de sa réputation. Il se retire en 1841 de la direction de la société Daublaine & Callinet, tout en restant actionnaire majoritaire, au profit des frères Girard en la personne de Bénigne, Lambert, Jacques Girard.
La société, fragilisée par le scandale Saint-Sulpice causé par Louis Callinet puis l'incendie accidentel de l'orgue de Saint-Eustache dû à Charles Barker, est rachetée en 1845 par Pierre-Alexandre Ducroquet, puis, après sa faillite, absorbée par Joseph Merklin en 1855 et perd alors toute existence légale.
Après l'organier Théodore Sauer (petit-fils de Conrad Sauer facteur d'orgues et ancien contremaître de Jean-André Silbermann) qui dirigea la succursale lyonnaise, Charles Spackmann Barker vint épauler Louis Callinet, comme contremaître, dès 1841, et le remplaça après son départ jusqu'à devenir le seul maître d’œuvre sous les directions de Girard puis de Ducroquet avec lequel il s'associe, Danjou restant directeur artistique et commercial.
Contrairement à ce que l'on peut lire ici ou là, Louis Callinet, Théodore Sauer et Charles Barker ont toujours été les seuls véritables maîtres facteurs d'orgues de cette manufacture.

## Œuvre
La maison Daublaine-Callinet puis Ducroquet-Barker a construit les instruments suivants :

### 1839
- Lons-le-Saunier, église Saint-Désiré, instrument  Classé MH[3]
- Crépy-en-Valois, église Saint-Denis, instrument  Classé MH[4], restauré en 1986 par Michel Garnier
- Paris, église Saint-Denys-du-Saint-Sacrement[5], buffet  Classé MH[6]
- Paris, cathédrale Notre-Dame, orgue de chœur, transféré à l'église Saint-Michel de Cordes-sur-Ciel en 1842 et restauré en 1991 par Patrice Bellet, instrument  Classé MH[7]

### 1840
- Angers, église de la Trinité, instrument  Classé MH[8]
- Bletterans, Saint-Paul, orgue de chœur, instrument  Classé MH[9],[10]
- Carpentras, vers 1840, reconstruction de l'orgue des frères Eustache à l'ancienne cathédrale Saint-Siffrein
- Chaumont-en-Vexin, église Saint-Jean-Baptiste, instrument  Classé MH[11], restauré en 1980 par Jean-Jacques Mounier
- Lille, église Saint-Étienne, restauré par Philippe Emeriau en 1995, instrument  Classé MH[12]
- Loudun, Saint-Pierre-de-Martray, restauré en 1980 par Jean-François Muno puis en 2010, instrument  Classé MH[13]
- Marle, Église Notre-Dame, orgue de tribune, remplacé en 1891 par un orgue d'Aristide Cavaillé-Coll[14].
- Morez, église de l'Assomption-de-Notre-Dame, instrument  Classé MH[15]

1841
- Lyon, construction de l'orgue de la primatiale Saint-Jean, avec machine Barker, inauguré le 16 septembre 1841[16],[17]. Ensuite remanié et agrandi plusieurs fois[18] ; reconstruction par Pascal Quoirin commencée au printemps 2018 pour une inauguration espérée en 2020.
- Garchizy, Saint-Martin, instrument  Classé MH[19], restauré par Aristide Cavaillé-Coll en 1867
- Niort, église Notre-Dame, agrandi par Alexandre Ducroquet en 1853, restauré en 2000 par Henry Saby, instrument  Classé MH[20]

1842
- Carbonne, église Saint-Laurent, instrument  Classé MH[21])
- Évreux, église Saint-Taurin
- L'Isle-Jourdain, collégiale Saint-Martin, instrument  Classé MH[22], restauré en 1983 par Alain Leclère
- Joigny, église Saint-Thibault, instrument  Classé MH[23], restauré en 1986 et relevé en 2007 par Jean-François Muno
- Uzès, église Saint-Étienne, réparé en 1965 par Alfred Kern, instrument  Classé MH[24]

1843
- Aix-en-Provence, Saint-Jean de Malte, remplacé par un orgue entièrement neuf de Daniel Kern en 2006
- Samatan, Saint-Jean-Baptiste, instrument  Classé MH[25]
- Uzès, reconstruction de la partie instrumentale de l'orgue de l'ancienne cathédrale d'Uzès, buffet  Classé MH[26] ainsi que la partie instrumentale[27]
- Metz, reconstruction de la partie instrumentale de l'orgue de l'église Saint-Martin, instrument  Classé MH[28]
- Saint-Claude (Jura), de 1843 à 1844, cathédrale Saint-Pierre-Saint-Paul-et-Saint-André, buffet  Classé MH[29]

1844
- Eauze, cathédrale Saint-Luperc
- Montpellier, église Saint-Roch
- Nîmes, église Saint-Charles, instrument  Inscrit MH[30]
- Brignoles, église Saint-Sauveur, sans doute le tout dernier instrument construit en collaboration avec Louis Callinet,  Classé MH[31]
- Paris, église Saint-Eustache, un des plus grands instruments de l'époque, avec double pédalier, construit par Daublaine & Callinet sous la supervision de Charles Spackmann Barker qui le détruisit accidentellement par le feu lors d'une séance d'accord le 16 décembre 1844, quelques mois après son inauguration.

1845 
- Toulouse, Saint-Nicolas, buffet  Classé MH[32] ainsi que la partie instrumentale[33], restauré par Jacques Nonnet - Orgues Giroud Successeurs en 2005
- Saint-Calais, Notre-Dame, reconstruction dans le buffet du XVIIe siècle  Classé MH[34] ainsi que la partie instrumentale[35], restauré en 1974
- Gonfaron (Var), église de l'Immaculée-Conception, repris par François Mader dans les années 1860
- Toulouse, reconstruction de l'orgue Robert Delaunay (1674) de la basilique Saint-Sernin, reconstruit par Aristide Cavaillé-Coll en 1888
- Le Havre, importants travaux de restauration et quelques modifications du grand orgue de la cathédrale Notre-Dame, détruit en 1944

De 1846 à 1848
- Lyon, construction de l'orgue de l'église Saint-Pothin. L'instrument a été remplacé par Joseph Merklin en 1876 qui le reprit par la même occasion[36]
- Dijon, restauration de l'orgue des frères Riepp de la cathédrale Saint-Bénigne, buffet  Classé MH[37] ainsi que la partie instrumentale[38]

 1847
- Marseille, construction par Ducroquet & Barker à Notre-Dame-du-Mont, instrument  Classé MH[39], restauré en 2010 par Jacques Nonnet.
- Tourcoing, construction par Ducroquet à l'église Notre-Dame-des-Anges
- Cotignac, construction par Daublaine-Callinet à l'église de l'Annonciation[40],[41],[42]

1854
- Tournai (Belgique) cathédrale Notre-Dame, construction par Ducroquet d'un orgue neuf en tribune occidentale, classé comme patrimoine exceptionnel de Wallonie
- Paris, église Saint-Eustache, pour remplacer l'instrument détruit par l'incendie de décembre 1844, le chef d’œuvre et dernier grand instrument de Ducroquet & Barker, dans un buffet monumental de l'architecte Victor Baltard, partie instrumentale remplacée par le néerlandais J.L. van den Heuven en 1989.

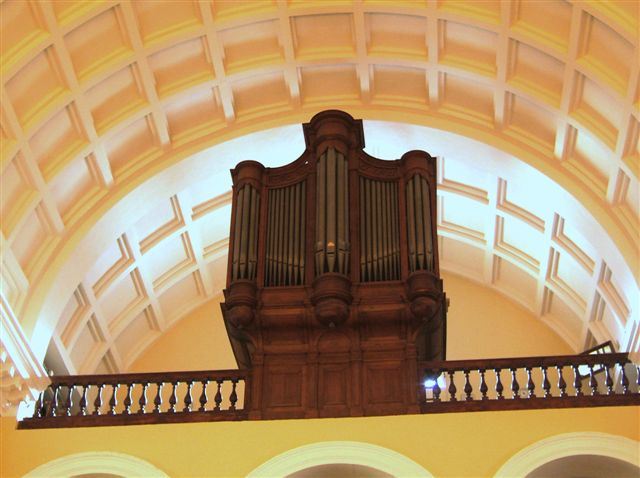
Morez
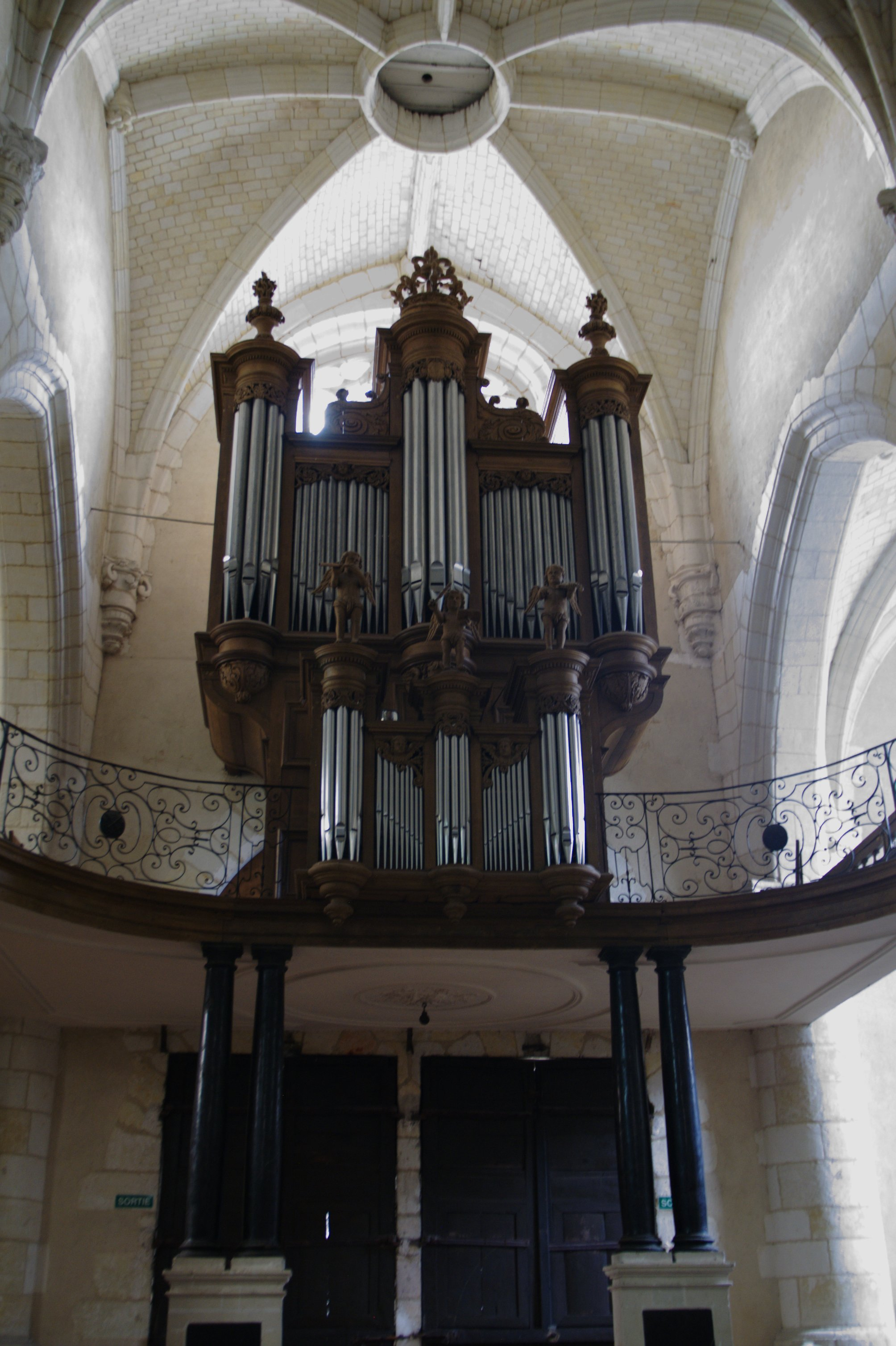
Saint-Calais, Notre-Dame
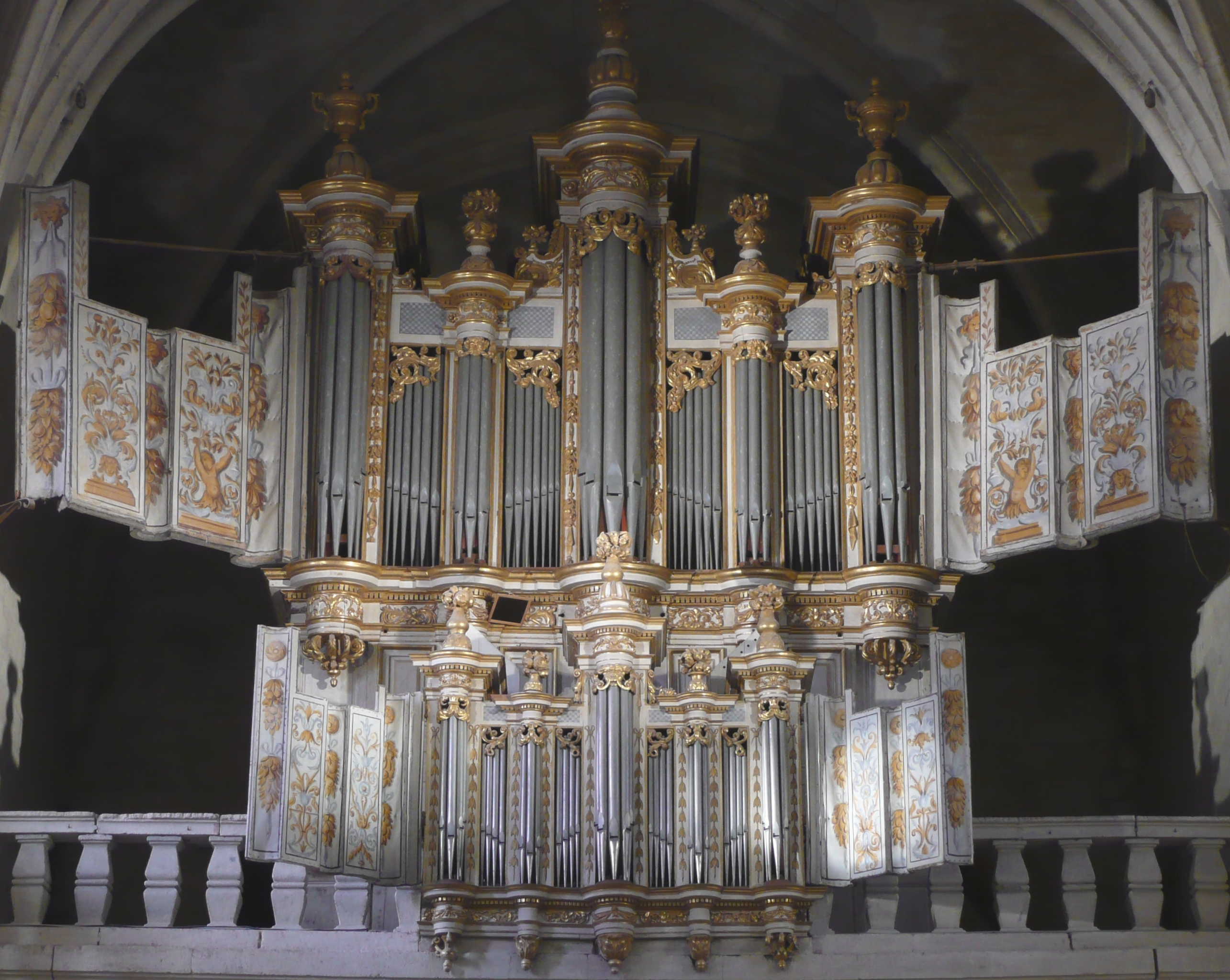
Cathédrale St Théodorit à Uzès
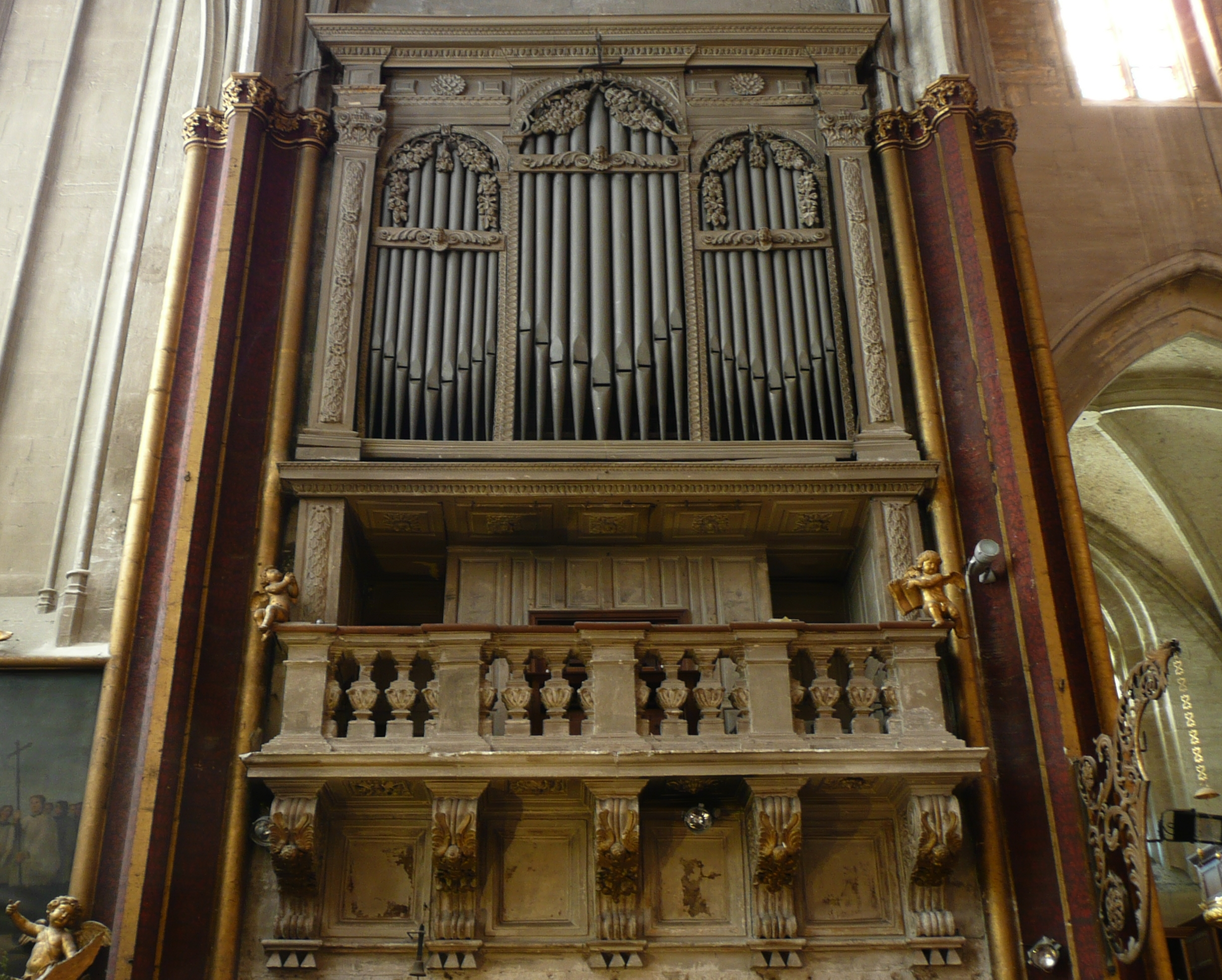
Carpentras, ancienne cathédrale St Siffrein
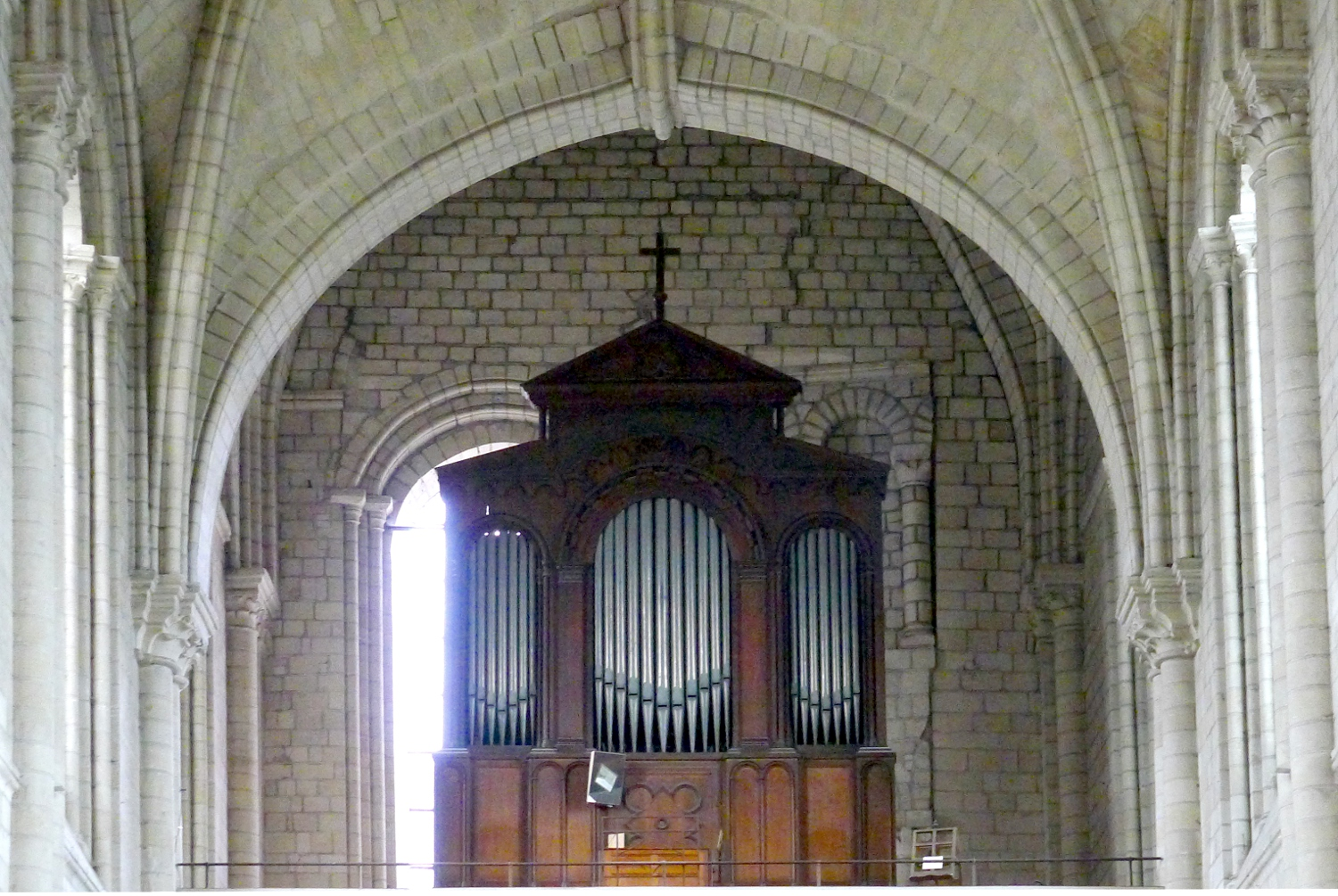
Angers, église de la Trinité
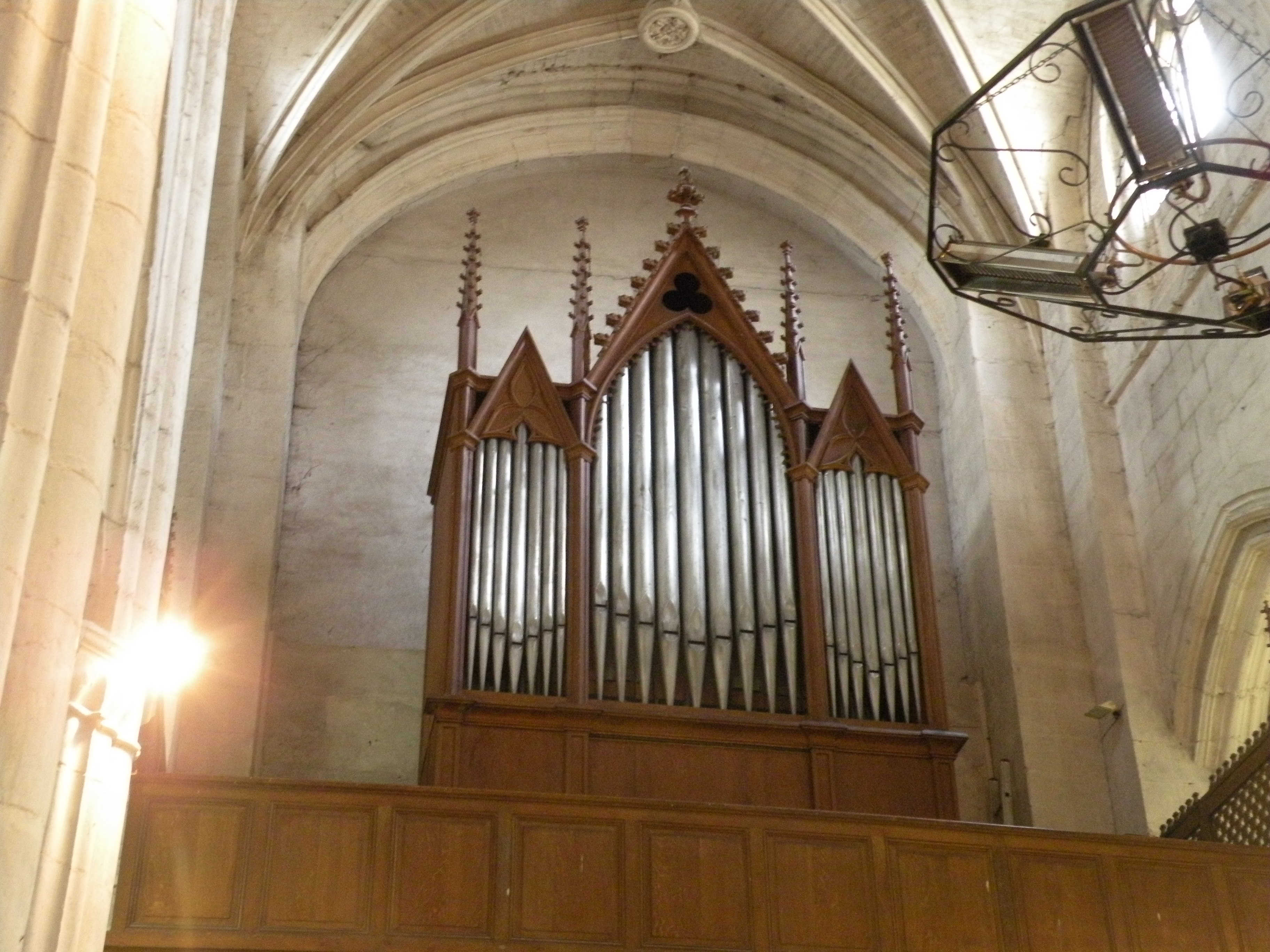
Chaumont-en-Vexin
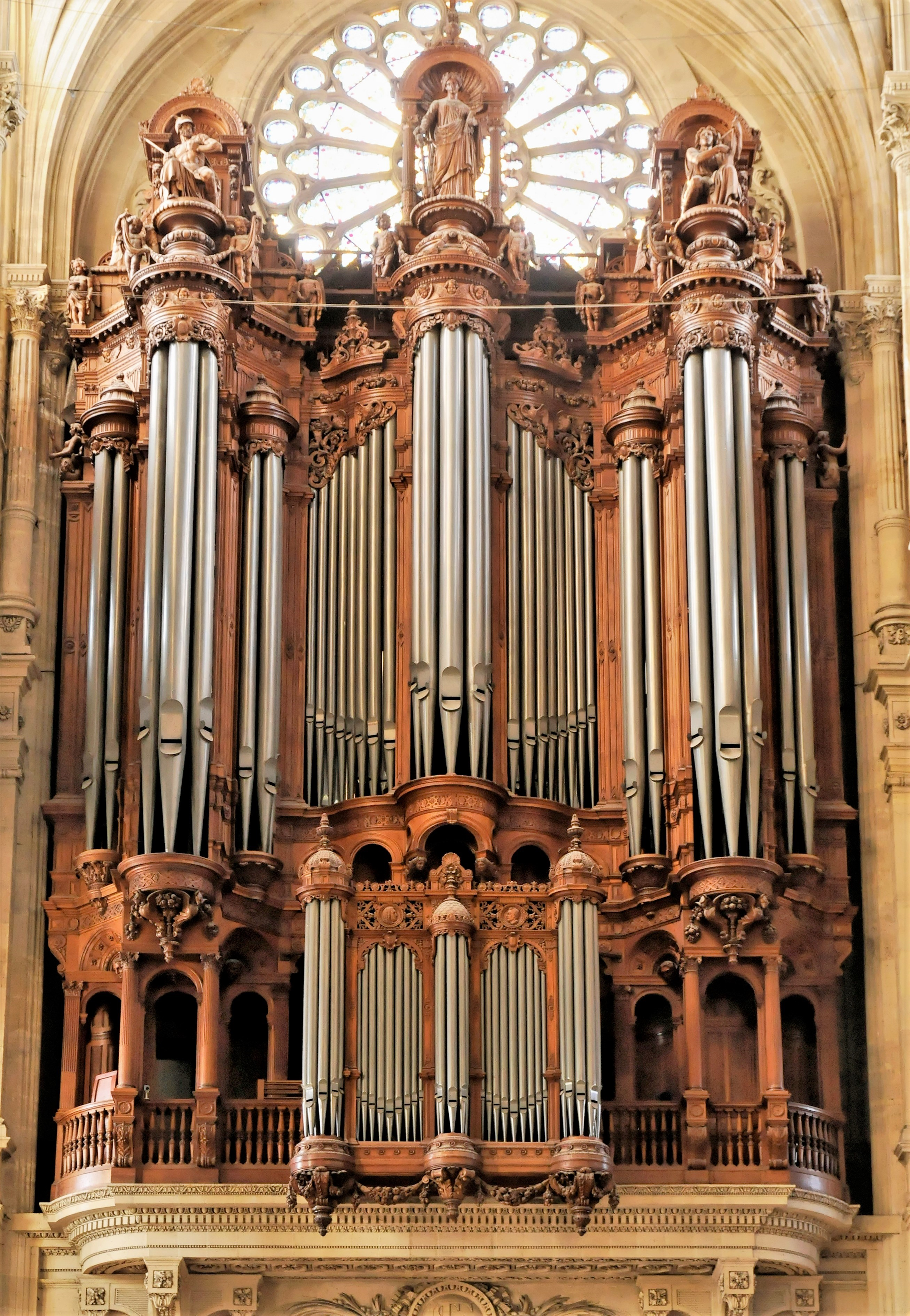
Paris, Saint-Eustache

Après sa disparition, deux anciens employés de la maison Daublaine-Callinet, Émile Poirier et Nicolas Lieberknecht, installés à Toulouse, construisent :
- en 1862 : l'orgue de Notre-Dame de la Daurade à Toulouse (restauration Boisseau Cattiaux 1995), instrument  Classé MH[43].
- en 1868 : l'orgue de Notre-Dame-du-Camp à Pamiers, buffet  Classé MH[44] ainsi que la partie instrumentale[45].
- en 1869 : l'orgue de l'église Saint-Caprais de la Croix-Daurade à Toulouse[46].

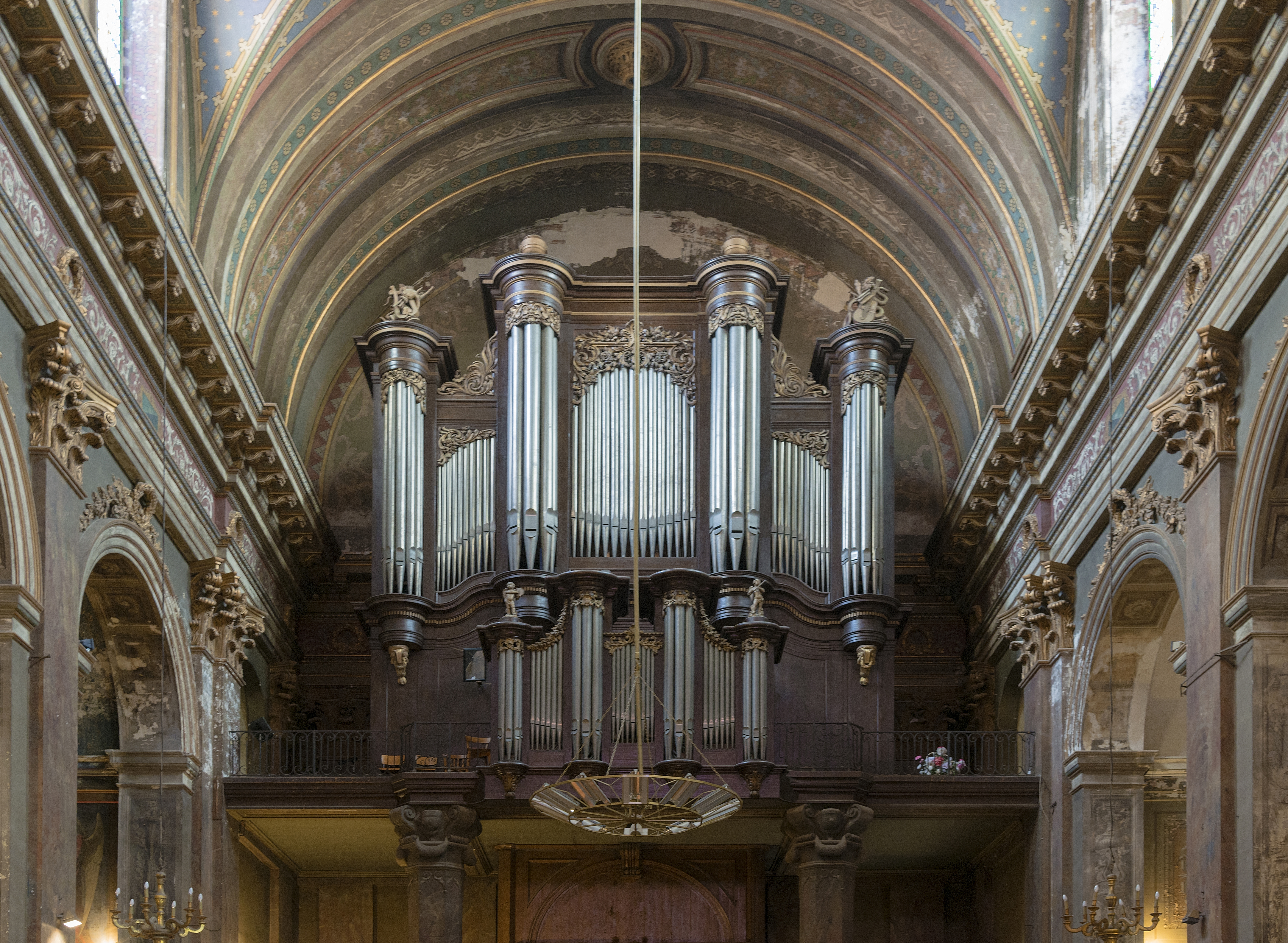
Notre-Dame de la Daurade à Toulouse
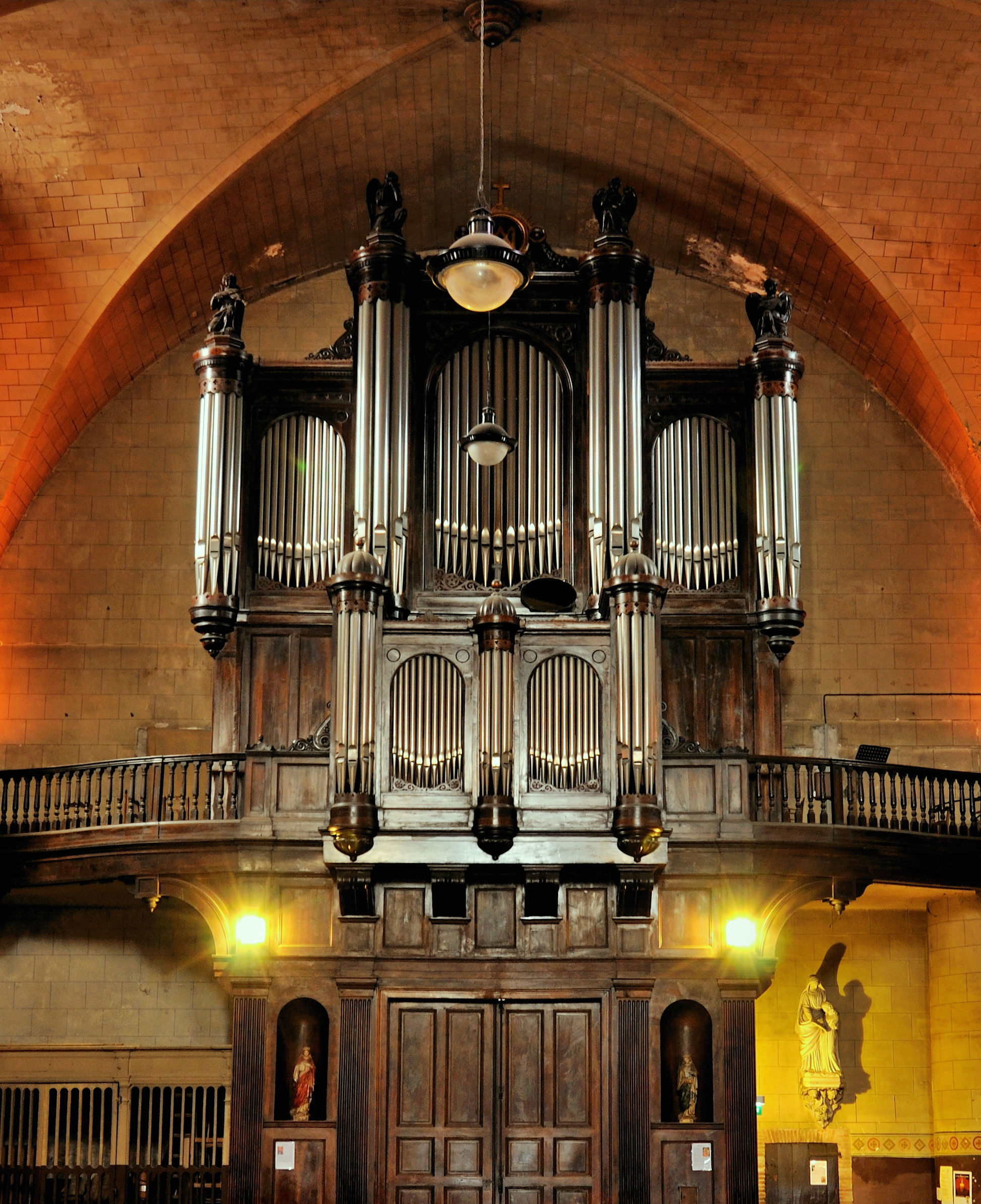
Notre-Dame-du-Camp à Pamiers
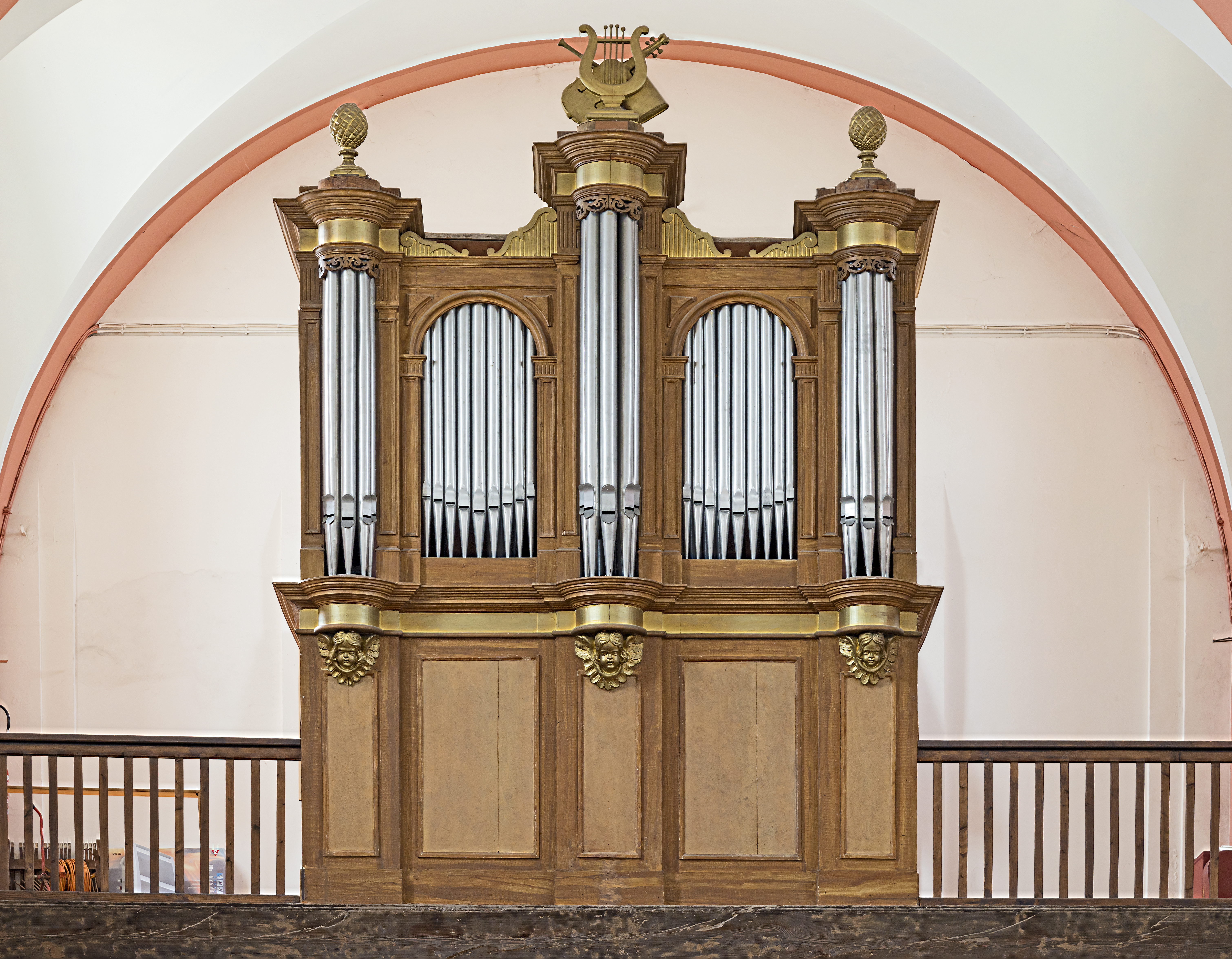
Église Saint-Caprais du quartier de la Croix-Daurade à Toulouse